# Кемеральти

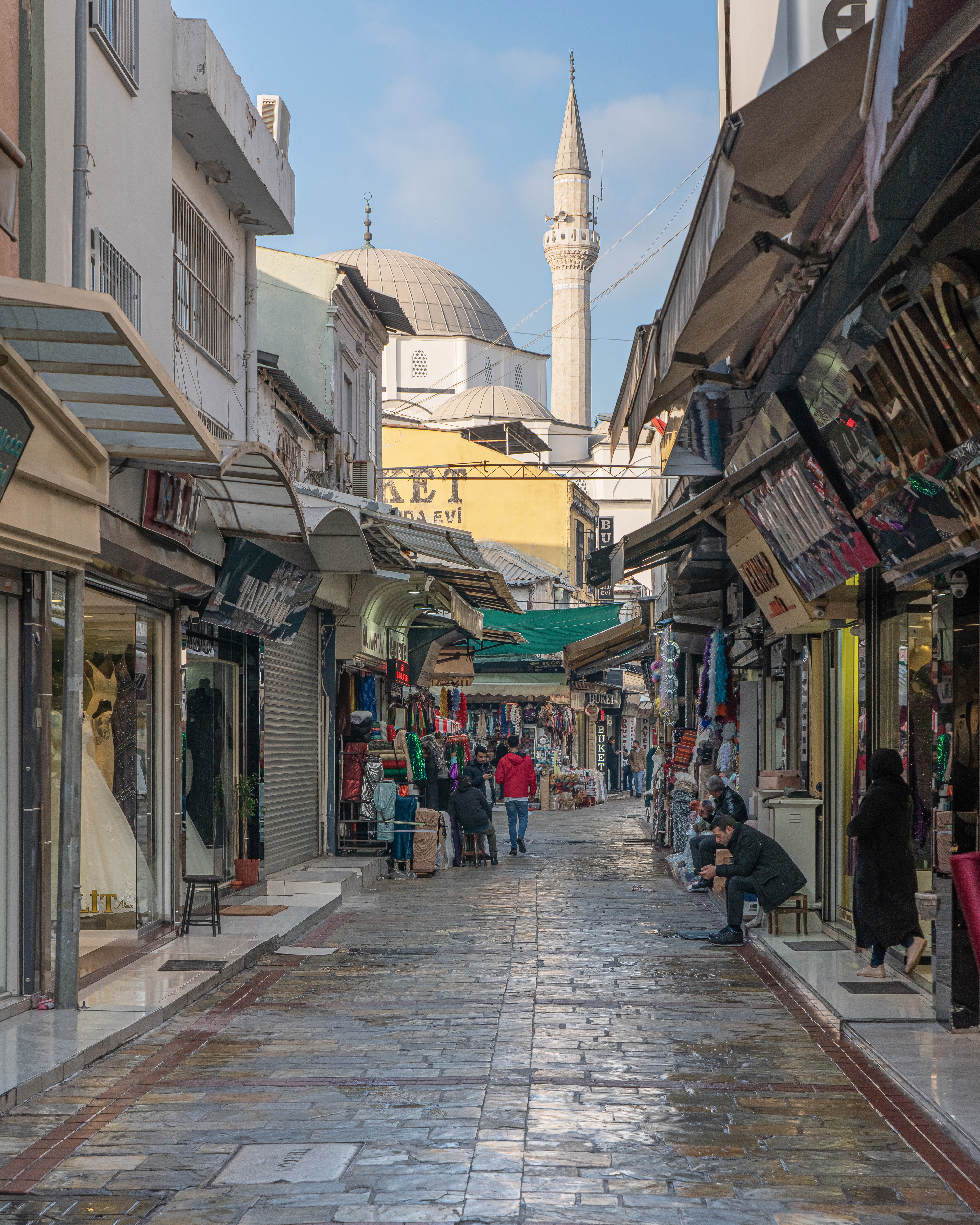
Вигляд базару у 2020 році.

Кемеральти (тур. Kemeraltı) — район і базар в Ізмірі, Туреччина, що починається від району Мезарликбаші в окрузі Конак і тягнеться аж до площі Конак, де процвітає комерційна діяльність. Вулиці Февзіпаша та Ешрефпаша утворюють земельні межі базару.
Ця територія почала формуватися в 1650-70 роках шляхом насипання узбережжя та розвитку нових житлових і торговельних кварталів. Лінія цього розширення, що починалася від місця розташування мечеті Хісар (побудованої в 1592 році), відповідає сучасній вулиці Анафарталар, яка позначає колишню берегову лінію.
Однією з найвизначніших споруд, що дійшли до наших днів, є караван-сарай Кизларагази, зведений Хаджі Бешір Агою в 1744 році. Крім того, в цьому районі було побудовано чимало готелів, а також збереглася велика кількість історичних синагог, що свідчать про багатокультурне минуле місцевості.
У перші роки свого існування базар Кемералти мав вигляд критого торгового комплексу, де вулиці були накриті склепіннями та оздоблені плиткою. Ця архітектурна особливість зберігалася незмінною майже до кінця століття. Деякі з нинішніх відкритих бічних вулиць також колись були перекриті циліндричними склепіннями, що створювало суцільний критий простір для торгівлі.
Цей базар відігравав ключову роль у комерційному житті Ізміра в ХІХ столітті. До його складу входили давні караван-сараї та криті торгові ряди. Переважно магазини базару обслуговували потреби місцевого населення, зокрема малозабезпечених верств. Тут були представлені різні ремесла, зокрема ковальство, торгівля вугіллям, виготовлення цвяхів, продаж спецій, а також функціонував сінний ринок. Крамниці на базарі були організовані у спеціалізовані секції, згруповані за видами діяльності.
Сьогодні базар Кемералти значно змінив свій характер і перетворився на один із провідних торгових центрів Ізміра. Хоча окремі крамниці зі склепінчастими та купольними перекриттями зберегли свої історичні особливості, основну частину території нині займають сучасні торгові комплекси, магазини, кафе та кінотеатри. Водночас базар зберігає свою культурну цінність завдяки наявності крамниць, що пропонують традиційні турецькі ремесла — керамічні вироби, панно з плитки, дерев'яні та металеві вироби, килими ручного ткацтва й текстиль, що репрезентують спадщину народного декоративно-ужиткового мистецтва.
Під час розкопок, проведених біля входу на базар у 2016 році, було виявлено римську лазню віком приблизно 1800 років, але через відсутність необхідного догляду вона була вкрита мохом та очеретом.
Ринок був закритий для транспортних засобів у певні години з липня 2018 року й став пішохідною зоною. У 2020 році Кемеральти було включено до Попереднього списку Всесвітньої спадщини як частину зони спадщини, створеної ЮНЕСКО під назвою «Історичне портове місто Ізмір».

## Джерело
Вікісховище має мультимедійні дані за темою: Кемеральти
1. ↑  https://www.yeniasir.com.tr/hayatinicinden/2011/08/24/kemeralti-yol-ayriminda
2. ↑  Messinas, Elias (5 червня 2025). Preservation of Synagogues in Greece: Using Digital Tools to Represent Lost Heritage. Heritage. 8 (6): 211. doi:10.3390/heritage8060211. ISSN 2571-9408.{{cite journal}}:  Обслуговування CS1: Сторінки із непозначеним DOI з безкоштовним доступом (посилання)
3. ↑  İzmir'deki bin 800 yıllık Roma hamamı sazlığa döndü. www.cumhuriyet.com.tr (тур.). Процитовано 16 травня 2025.
4. ↑  Haberler | Kemeraltı'nda yeni dönem. web.archive.org. 20 липня 2018. Процитовано 16 травня 2025.
5. ↑  The Historical Port City of Izmir - UNESCO World Heritage Centre. web.archive.org. 24 квітня 2020. Процитовано 16 травня 2025.